# Sierra del Pozo
Sierra del Pozo är en bergskedja i Spanien.   Den ligger i provinsen Provincia de Jaén och regionen Andalusien, i den södra delen av landet, 290 km söder om huvudstaden Madrid.